# Campeonato Argentino de Futebol de 1910
O Campeonato Argentino de Futebol de 1910, originalmente denominado Copa Campeonato 1910, foi organizado pela Argentine Association Football League. O certame foi disputado entre 24 de abril e 8 de dezembro. O Alumni conquistou o seu nono título de campeão argentino.

## Classificação final
| Pos | Equipes              | Pts | J  | V  | E | D  | GM | GS | SG  |
| --- | -------------------- | --- | -- | -- | - | -- | -- | -- | --- |
| 1.  | Alumni               | 25  | 16 | 10 | 5 | 1  | 42 | 13 | +29 |
| 2.  | Porteño              | 21  | 16 | 8  | 5 | 3  | 33 | 25 | +8  |
| 3.  | Belgrano Athletic    | 19  | 16 | 8  | 3 | 5  | 42 | 24 | +18 |
| 4.  | Estudiantes (BA)     | 19  | 16 | 8  | 3 | 5  | 33 | 29 | +4  |
| 5.  | San Isidro           | 18  | 16 | 6  | 6 | 4  | 30 | 27 | +3  |
| 6.  | Gimnasia (BA)        | 15  | 16 | 5  | 5 | 6  | 29 | 25 | +4  |
| 7.  | River Plate          | 12  | 16 | 4  | 4 | 8  | 27 | 37 | -10 |
| 8.  | Quilmes              | 8   | 16 | 2  | 4 | 10 | 24 | 52 | -28 |
| 9.  | Argentino de Quilmes | 7   | 16 | 2  | 3 | 11 | 21 | 49 | -28 |

## Premiação
| Campeonato Argentino de Futebol de 1910 |
| --------------------------------------- |
| Alumni Campeão (9° título)              |

## Bibliografía
- Estévez, Diego (2010). 38 Campeones del fútbol argentino 1891-2010. [S.l.]: Ediciones Continente. ISBN 978-950-754-301-2